# Kees van der Staaij
Cornelis Gerrit (Kees) van der Staaij (ur. 12 września 1968 we Vlaardingen) – holenderski polityk i prawnik, parlamentarzysta, lider Politycznej Partii Protestantów (SGP).

## Życiorys
Ukończył szkołę średnią w Amersfoorcie, następnie studia prawnicze na Uniwersytecie w Lejdzie. W latach 90. pracował na różnych stanowiskach w Radzie Stanu, rządowym organie doradczym.
W 1986 zaangażował się w działalność polityczną w ramach Politycznej Partii Protestantów, skupiającej ortodoksyjnych kalwinistów. W 1998 po raz pierwszy został wybrany do Tweede Kamer, niższej izby Stanów Generalnych. Uzyskiwał reelekcję w kolejnych wyborach parlamentarnych w 2002, 2003, 2006, 2010, 2012, 2017 i 2021.
W 2010 zastąpił Basa van der Vlies na funkcjach lidera politycznego SGP i przewodniczącego jej niewielkiej frakcji parlamentarnej. Partią tą kierował do 2023, kiedy to jej nowym liderem politycznym został Chris Stoffer.